# Балша Герцегович Косача
Балша Герцегович Косача (босн. Balša Hercegović Kosača) — титулярний герцог Святого Сави з роду Косачів. Він був сином герцога Владислава Герцеговича Косача та візантійської аристократки Анни Кантакузін. Науковедь Дубравко Лавренович висинув гіпотезу, що матір'ю Балши могла бути Олена Неліпчич. Приблизно у 1455 році Владислав Герцегович відправив Балшу разом з матір'ю та двоюрідною сестрою Марою на проживання у Дубровницьку республіку. Балша разом зі своїм братом Петаром іменували себе герцогами Святого Сави, хоча держава була загарбана турками-османами ще під час правління їх батька. Балша помер у своєму маєтку біля міста Крижевці, яке король Матвій Корвін подарував його батькові у 1469 році.